# Lothar Keller
Lothar Keller (* 12. Juli 1965 in Gummersbach) ist ein deutscher Journalist und Fernsehmoderator.

## Leben und Karriere
Keller absolvierte von 1993 bis 1994 ein Volontariat bei VOX in Köln. Ab Mai 1996 war er als Redakteur von RTL aktuell in der Planung und anschließend in der Auslandsredaktion tätig. Seit November 2000 ist er Reporter im Hauptstadtstudio von RTL in Berlin.
Am 11. November 2006 präsentierte Keller erstmals die Wochenendausgabe der Nachrichtensendung RTL aktuell. Damit übernahm er neben Annett Möller die Moderation der Wochenendsendungen für Ann-Katrin Schröder, die in den Mutterschutz gegangen war. Auch moderierte er werktags vertretungsweise RTL aktuell. Am 1. November 2016 moderierte er seine vorübergehend letzte RTL aktuell-Sendung. Jedoch blieb er der Sendung als Moderator noch bis 2017 als Schwangerschaftsvertretung für Annett Möller erhalten. Seit Oktober 2017 tritt er auch als Moderator für das RTL Nachtjournal auf. 2021 wurde Keller Redaktionsleiter des Nachrichtenjournals RTL Direkt. Im August 2022 moderierte er RTL aktuell erneut vertretungsweise und seit August 2024 RTL direkt ebenfalls vertretungsweise.